# Лагатор, Душан
Ду́шан Ла́гатор (сербохорв. Dušan Lagator; 29 марта 1994, Цетине) — черногорский футболист, защитник и полузащитник клуба «Дебрецен». Выступал за сборную Черногории.

## Биография
Начал взрослую карьеру в составе клуба «Могрен» (Будва), дебютировал в высшем дивизионе Черногории в сезоне 2011/12. Свой первый матч провёл 25 марта 2012 года против «Зеты», выйдя на замену на 87-й минуте вместо Марко Бакича. За три неполных сезона сыграл в составе клуба 43 матча.
В ходе сезона 2013/14 перешёл в «Младост» (Подгорица). В сезоне 2014/15 со своей командой стал обладателем Кубка Черногории, но в финальном матче не играл, так как был удалён с поля в полуфинале. В сезоне 2015/16 клуб стал чемпионом страны, однако футболист ещё в зимнее трансферное окно покинул команду.
С начала 2016 года выступал за сербский «Чукарички». Дебютный матч в чемпионате Сербии сыграл 19 февраля 2016 года против «Металаца», а в своём втором матче, 27 февраля против «Радника» стал автором гола. В команде не стал регулярным игроком основы, сыграв за два календарных года 28 матчей, в том числе осенью 2017 года — лишь три матча. В начале 2018 года перешёл на правах аренды в клуб российской ФНЛ «Динамо» (Санкт-Петербург), где весной 2018 года провёл 11 матчей.
Сыграл несколько матчей за юношескую и молодёжную сборные Черногории. Отличился голом в победном матче отборочного турнира молодёжного чемпионата Европы против Бельгии (2:1). В 2016 году вызывался во вторую сборную Черногории, а в 2017 году был в числе запасных на матче национальной сборной.
5 сентября 2019 года в товарищеском матче против сборной Венгрии, дебютировал за сборную Черногории, выйдя на замену на 66-й минуте.